# Jarosław Stawiarski
Jarosław Piotr Stawiarski (ur. 3 października 1963 w Kraśniku) – polski polityk, historyk, nauczyciel i samorządowiec. W latach 2006–2011 oraz 2014–2018 poseł na Sejm V, VI, VII i VIII kadencji, w latach 2015–2018 sekretarz stanu w Ministerstwie Sportu i Turystyki, od 2018 marszałek województwa lubelskiego.

## Życiorys

### Wykształcenie
Syn Stanisława i Heleny. W 1989 ukończył studia na Wydziale Humanistycznym Uniwersytetu Marii Curie-Skłodowskiej w Lublinie na kierunku historycznym. W 1997 na Uniwersytecie Warszawskim ukończył studia podyplomowe z zarządzania, a w 1998 w Bałtyckiej Wyższej Szkole Humanistycznej w Koszalinie z zarządzania oświatą i nadzoru pedagogicznego.

### Działalność zawodowa i polityczna
W 1989 został członkiem Niezależnego Samorządnego Związku Zawodowego „Solidarność”. Od 1989 pracował jako nauczyciel w szkołach w Kraśniku: w latach 1989–1996 w Szkole Podstawowej nr 6, a w latach 1996–1997 w Zespole Szkół nr 3. Od 1997 do 2002 był dyrektorem Szkoły Podstawowej nr 1 w Kraśniku. Od grudnia 2002 do lutego 2006 pełnił funkcję starosty powiatu kraśnickiego. W latach 1998–2006 zasiadał w radzie powiatu (w 1998 wybrany został z listy Akcji Wyborczej Solidarność, a w 2002 z ramienia lokalnego komitetu wyborczego „Kraśnik 2002”). Do 2005 działał w Partii Centrum, zasiadał w jej radzie politycznej. Później wstąpił do Prawa i Sprawiedliwości.
W wyborach parlamentarnych w 2005 bezskutecznie kandydował do Sejmu. Mandat posła V kadencji objął w lutym 2006 w miejsce Elżbiety Kruk (która została powołana w skład Krajowej Rady Radiofonii i Telewizji). W 2007 został wybrany na kolejną kadencję, otrzymując w okręgu lubelskim 11 949 głosów. W wyborach w 2011 nie został ponownie wybrany do Sejmu. Objął następnie stanowisko zastępcy burmistrza Kraśnika. Bez powodzenia kandydował w wyborach do Parlamentu Europejskiego w 2014. W tym samym roku uzyskał mandat radnego sejmiku lubelskiego, w grudniu 2014 objął natomiast mandat posła VII kadencji (po Jarosławie Żaczku). W 2015 z powodzeniem ubiegał się o poselską reelekcję (otrzymał 15 807 głosów). 19 listopada 2015 został mianowany sekretarzem stanu w Ministerstwie Sportu i Turystyki.
21 listopada 2018 został wybrany na marszałka województwa lubelskiego, odszedł w konsekwencji z funkcji rządowej i z Sejmu. W 2022 powołany na pełnomocnika jednego z okręgów PiS w województwie lubelskim. W 2024 uzyskał mandat radnego sejmiku. 7 maja tego samego roku po raz drugi powierzono mu funkcję marszałka województwa.

## Odznaczenia i wyróżnienia
- Krzyż Kawalerski Orderu Odrodzenia Polski (2022)[12][13]
- Krzyż Oficerski Orderu „Za zasługi dla Litwy” (2019)[14]
- Medal „Za Zasługi dla Polaków w Kazachstanie”, przyznany przez Centrum Kultury Polskiej „Więź” w Ałmaty (2018)[15]